# Uno Svenningsson
Uno Leif Göran Svenningsson, född 1 juli 1959 i Källeryd i Gnosjö kommun, är en svensk sångare, låtskrivare och gitarrist inom pop och vispop.

## Biografi
Svenningsson växte upp i Hagelstorp utanför Gnosjö i en familj som var frikyrkligt aktiv.
Uno Svenningsson var 1983–1993 sångare i bandet Freda', som hade hitlåtar som "Vindarna" och "Det som gör mig lycklig". Han blev därefter soloartist. Han medverkade även på Ken Rings singel "Mamma" från 1999. Bandet Freda' återförenades 2009 och gav 2010 och 2014 ut nya album.
Tillsammans med Irma Schultz tävlade Svenningsson under namnen Uno & Irma med låten "God morgon" i Melodifestivalen 2007. Från deltävlingen lyckades de ta sig till "Andra chansen" där de blev utslagna. Han deltog även i Melodifestivalen 2016, nu tillsammans med Tommy Nilsson och Patrik Isaksson. Låten hette "Håll mitt hjärta hårt" och kom på sjunde och sista plats i den andra deltävlingen.
År 2010 spelade Svenningsson in låten "Jorden har sin egen sång" med producenten Erik Svensson (Eric S) från Sidelake Productions, en låt som våren 2010 kunde höras i bussoperatören Ybuss miljökampanj. Uno Svenningsson inledde ett samarbete med rapparen Frispråkarn 2011 som resulterade i "Storebror" 2012. Det är en låt med musikaliska referenser till "Under ytan" från 1994. Inspirationen till låten är hämtad ur Frispråkarns förlust av sin avlidne äldre bror. Uno Svenningsson och Frispråkarn framträdde med denna låt i Sommarkrysset i TV4 sommaren 2012.
Han deltog i säsong 8 av Så mycket bättre 2017. Deltagandet i TV-serien, och uppmärksamheten kring hans låtar och de cover-versioner som han presenterade, ledde till lite av en nystart för solokarriären. Året efter släpptes albumet Andras sånger.
Den 17 november 2023 släppte Svenningsson, tillsammans med sonen Mark Bihli (född Svenningsson), en jullåt vid namn "Ingen kan sova ikväll", detta på musiktjänsten Spotify. Denna låt är en duett mellan fadern och sonen, och sonens första officiella insats som sångare.
Uno Svenningsson bor i Stenungsund tillsammans med hustrun Carina. De har två söner.

## Coverversioner
Låten "Under ytan" har spelats in på finska och danska. Anna Erikssons version "Aina Yksin" släpptes på plattan Kaikista kasvoista (2003) och finns även på en samling med Erikssons låtar som kom 2008 (båda skivorna har sålt guld, alltså över 15 000 exemplar, i Finland). Danska Søs Fenger har också spelat in en version, "Inderst inde", och hon är även med på danska rapparen Usos version av låten, som även den heter "Inderst inde". I Sverige hade rapparen Blues redan tidigare använt Svenningsson på liknande sätt i sin version av "Under ytan".

## Diskografi

### Album
- 1994 – Uno
- 1996 – ..due!
- 1998 – Möss & människor
- 2001 – I det osynliga
- 2004 – Ett andetag från dig
- 2006 – Sånger för december med Irma Schultz
- 2008 – Jag sjunger för dig
- 2011 – December - En svensk jul med Irma Schultz
- 2013 – 7
- 2018 – Andras sånger
- 2020 – Österlen

### Singlar
- 1994 – "Tid att gå vidare"
- 1994 – "Tro på varann" med Eva Dahlgren
- 1994 – "Under ytan"
- 1995 – "Skymtar för en stund"
- 1996 – "Be mig inte gå på vatten"
- 1996 – "Istället går jag här"
- 1996 – "Terese"
- 1997 – "En sökares hjärta"
- 1998 – "Simona"
- 1998 – "Vill du leva med mig"
- 1998 – "Fågel, fisk eller mittemellan"
- 1999 – "Ge inte upp" med Freddie Wadling
- 1999 – "Festen"
- 2001 – "Vågorna"
- 2001 – "Inte en gång till"
- 2001 – "Det jag behöver"
- 2002 – "2002"
- 2004 – "Andas genom mig"
- 2007 – "God morgon" med Irma Schultz
- 2007 – "Längtar efter värme"
- 2008 – "Liten bambi"
- 2008 – "Du är en del av mig" med Sonja Aldén
- 2010 – "Jorden har sin egen sång" för Ybuss
- 2012 – "Storebror" med Frispråkarn
- 2013 – "(När ska vi ta) Semester"
- 2013 – "Jag är jag"
- 2014 – "Smultron på ett strå - sommarversion"

### Andra samarbeten (urval)
- 1987 – "Hjärtats ödsliga slag" (gäst på låt av Eva Dahlgren, singel och album)
- 1989 – "Dagen i oktober" (gäst på låt av Charlotte Höglund, singel och album)
- 1999 – "Mamma" (gäst på låt av Ken Ring, singel och album)
- 2002 – "Men bara om min älskade väntar" (Bob Dylan-cover tillsammans med Sophie Zelmani på skivan Nationalsånger - Hymner från Vågen och EPA:s torg, en hyllning till Nationalteatern)
- 2008 – "Kaffe och en cigarett" (Andra sjunger Olle Ljungström)

## TV
- 2012 – Sommarkrysset
- 2017 – Så mycket bättre